# Kurt Stendal
Kurt Stendal (Frederiksberg, 1951. február 19. – Værløse, 2019. augusztus 21.) válogatott dán labdarúgó, középpályás.

## Pályafutása
1970–71-ben a Hvidovre, 1972–73-ban az osztrák Sturm Graz labdarúgója volt. 1973-ben visszatért a dán csapathoz és tagja volt a bajnokcsapatnak. 1973 és 1982 között ismét a Sturm játékosa volt, kivéve 1978–79-ben amikor rövid ideig a Hvidovre csapatában játszott. 1973-ban egy alkalommal szerepelt a dán válogatottban.

## Sikerei, díjai
Hvidovre IF
- Dán bajnokság
  - bajnok: 1973